# بریکینگ بنجامین
بریکینگ بنجامین (به انگلیسی: Breaking Benjamin) یک گروه آلترناتیو متال و پست گرانج آمریکایی است که در سال ۱۹۹۸ توسط بنجامین برنلی(خواننده) و جِرِمی هامل (درامر) تشکیل شد.
نام این گروه الهام گرفته از اتفاقی است که برای بنجامین در یکی از کنسرت‌های سولو اش افتاد: میکروفون از دست او افتاد و شکست و صاحب میکروفون از پشت صحنه فریاد زد: از این که میکروفون مرا شکستی متشکرم بنجامین"
این گروه در سال ۲۰۰۱ با هالیوود رکوردز قرارداد بست. اولین آهنگ این گروه polyamorous نام داشت.
آلبوم phobia در جدول آلبوم‌های دیجیتال و راک آمریکا در سال ۲۰۰۷ رتبهٔ ۱ را کسب کرد.
فعالیت این گروه در سال ۲۰۱۰ به علت بیماری خواننده اصلی گروه متوقف گردید اما در اواخر سال ۲۰۱۴ با اعضای جدید به به فعالیت خود ادامه داد.
در سال ۲۰۱۵ آلبوم dark before dawn توسط گروه منتشر شد و با آهنگ failure در mainstream rock آمریکا رتبهٔ یک را کسب کرد. آخرین آلبوم گروه که در سال 2018 منتشر شد ember نام دارد که توانست برای مدتی رتبه ۱ را برای بهترین البوم هارد راک را بدست آورد

## آلبوم‌ها
| سال  | آلبوم            | USA |
| ---- | ---------------- | --- |
| ۲۰۰۲ | Saturate         | ۱۳۶ |
| ۲۰۰۴ | We Are Not Alone | ۲۰  |
| ۲۰۰۶ | Phobia           | ۲   |
| ۲۰۰۹ | Dear Agony       | ۴   |
| ۲۰۱۵ | Dark Before Dawn | ۱   |
| ۲۰۱۸ | Ember            |     |